# Чемпионат Исландии по футболу 2020
Чемпионат Исландии по футболу 2020 — 109-й по счёту сезон Избранной лиги исландского футбола. Официальным спонсором турнира является компания-производитель газированного напитка «Пепси».
Чемпионский титул защищал «Рейкьявик». Из Первой лиги в элитный дивизион пробились «Гроутта» и «Фьолнир».
Сезон должен был начаться 22 апреля 2020 года и завершиться 26 сентября 2020 года, однако старт был отложен из-за пандемии COVID-19. Розыгрыш начался 13 июня.
Чемпионат был приостановлен 7 октября и отменен 30 октября 2020 года из-за пандемии COVID-19 в Исландии. Турнирная таблица, основанная на среднем количестве очков за матчи, сыгранные для каждой команды, считалась окончательной и использовалась для определения чемпиона, участников европейских соревнований и вылета в Первую лигу.

## Участники
В предыдущем сезоне из Избранной лиги вылетели «Гриндавик» и «Вестманнаэйяр». Им на смену пришли «Гроутта» и «Фьолнир», занявшие соответственно первое и второе места в Первой лиге. Они присоединились к десяти клубам, сохранившим за собой прописку в Избранной лиге на 2020-й год. Таким образом, участие в чемпионате принимают двенадцать команд.
| Клуб          | Город          | Стадион           | Вместимость |
| ------------- | -------------- | ----------------- | ----------- |
| Акранес       | Акранес        | Нордюраульсвётлюр | 5550        |
| Акюрейри      | Акюрейри       | Акюрейрарвётлюр   | 1645        |
| Брейдаблик    | Коупавогюр     | Коупавогсвётлюр   | 3009        |
| Валюр         | Рейкьявик      | Ориго вётлюр      | 2465        |
| Викингюр      | Рейкьявик      | Викингсвётлюр     | 1449        |
| Гроутта       | Сельтьяднарнес | Вивальдивётлюр    | 1050        |
| Коупавогюр    | Коупавогюр     | Коуринн           | 1564        |
| Рейкьявик     | Рейкьявик      | Альвогенвётлюр    | 2801        |
| Стьярнан      | Гардабайр      | Самсунг вётлюр    | 1400        |
| Филкир        | Рейкьявик      | Флоридана вётлюр  | 1892        |
| Фьолнир       | Рейкьявик      | Экстра вётлюр     | 1300        |
| Хабнарфьордюр | Хабнарфьордюр  | Каплакрикавётлюр  | 6450        |

## Регламент первенства
Турнир проходит в два круга, в течение которых 12 участников проведут с каждым из соперников по одному матчу дома и в гостях. По итогам чемпионата команда, занявшая первое место, получит титул чемпиона Исландии и право выступить в первом квалификационном раунде Лиги чемпионов УЕФА. Вице-чемпион и бронзовый призёр чемпионата попадут в первый квалификационный раунд Лиги Европы. Клубы, занявшие два последних места в таблице, вылетят в Первую лигу.
В чемпионате установлено три трансферных окна — с 22 февраля по 17 апреля, с 3 по 30 июня и с 5 августа по 1 сентября.

## Турнирная таблица
| М  | Команда       | И  | В  | Н  | П  | Мячи    | ±   | О  | Примечания                                          |
| -- | ------------- | -- | -- | -- | -- | ------- | --- | -- | --------------------------------------------------- |
| 1  | Валюр         | 18 | 14 | 2  | 2  | 50 − 17 | +33 | 44 | 1-й квалификационный раунд Лиги чемпионов 2020/2021 |
| 2  | Хабнарфьордюр | 18 | 11 | 3  | 4  | 37 − 23 | +14 | 36 | 1-й квалификационный раунд Лиги Европы 2020/2021    |
| 3  | Стьярнан      | 17 | 8  | 7  | 2  | 27 − 20 | +7  | 31 | 1-й квалификационный раунд Лиги Европы 2020/2021    |
| 4  | Брейдаблик    | 18 | 9  | 4  | 5  | 37 − 27 | +10 | 31 | 1-й квалификационный раунд Лиги Европы 2020/2021    |
| 5  | Рейкьявик     | 17 | 8  | 4  | 5  | 30 − 21 | +9  | 28 |                                                     |
| 6  | Филкир        | 18 | 9  | 1  | 8  | 27 − 30 | −3  | 28 |                                                     |
| 7  | Акюрейри      | 18 | 3  | 12 | 3  | 20 − 21 | −1  | 21 |                                                     |
| 8  | Акранес       | 18 | 6  | 3  | 9  | 39 − 43 | −4  | 21 |                                                     |
| 9  | Коупавогюр    | 18 | 5  | 5  | 8  | 29 − 36 | −7  | 20 |                                                     |
| 10 | Викингюр      | 18 | 3  | 8  | 7  | 25 − 30 | −5  | 17 |                                                     |
| 11 | Гроутта       | 18 | 1  | 5  | 12 | 15 − 43 | −28 | 8  | Вылет в Первую лигу                                 |
| 12 | Фьолнир       | 18 | 0  | 6  | 12 | 15 − 40 | −25 | 6  | Вылет в Первую лигу                                 |

И — игры, В — выигрыши, Н — ничьи, П — проигрыши, Мячи — забитые и пропущенные голы, ± — разница голов, О — очки